# الشيخ عبادة
قرية الشيخ عبادة هي إحدى القرى التابعة لمركز ملوى بمحافظة المنيا في جمهورية مصر العربية.

## التاريخ
ذكر محمد رمزي في كتابه القاموس الجغرافي للبلاد المصرية أنه كانت توجد بلدة قديمة شرقي النيل بالصعيد تسمى «Bésa بيسا». وفي سنة 130م، أنشأ الإمبراطور الروماني هادريان بأرض بيسا قبرًا لأحد غلمانه كان يدعى أنطونيوس كان قد غرق عندها في النيل، ثم بنى أعيان البلدة مساكنهم حول حدائق هذا القبر فعرفت منذئذ بمدينة «Antinoé»، واختفى اسم «بيسا». وقد أكد علي باشا مبارك في كتابه «الخطط التوفيقية» على هذه الحقيقة فذكر أن «أنصنا»، بنيت على أطلال مدينة «بيسا» القديمة. ويورد علي مبارك رأي العلماء الفرنسيين في اسم مدينة بيز العتيقة فيذكر أنه كان لأحد مقدسي المصريين في الأزمان السابقة التي ظهرت له كرامات عظيمة في مدينة ابيدوس كما ذكر ذلك اميان مرسيلان واوزيب وذكر فيتوسولوس ان مدينة انتنويه كانت تسمى في السابق بيزانتونيه بالتركيب من بيز وانتنويه وهذا يحقق سبق مدينة بيز المذكورة على المدينة الرومانية.
وقد تغيّر اسم المدينة قديمًا على أشكال عدة، فجاء على صورة «Enséné» و«ancinȃ»، إلى أن جاء العرب، فعرّبوه إلى «أنصنا» وجعلوها قاعدة لإحدى كور مصر، وسمّاها السكان «أنصله Enselé»، ثم صارت بين العوام «مدينة النصلة». وقد ذكر ياقوت الحموي أنصنا في كتابه «معجم البلدان»، فقال: «أنصنا: بالفتح ثم السكون وكسر الصاد المهملة والنون مقصور مدينة أزلية من نواحي الصعيد على شرقي النيل». كما ذكرها تقي الدين المقريزي في «كتابه الخطط»، فقال بأن أنصنا إحدى مدائن صعيد مصر القديمة، وكان بها مدرّج روماني يُستخدم كمقياس للنيل. وذكرها ابن الجيعان في كتابه «التحفة السنية بأسماء البلاد المصرية»، ضمن أعمال الأشمونين، وقال بأن مساحتها 163 فدان.
ذكر محمد رمزي أيضًا أن اسم «أنصنا» كان يطلق على زمام هذه القرية حتى أوائل القرن الثالث عشر الهجري، وبسبب خراب مساكنها قيد زمامها في تأريخ سنة 1230هـ باسم «الشيخ عبادة» إحدى توابع ناحية أنصنا. أما أنصنا القديمة فمكانها حاليًا الأطلال الواقعة في حوض مدينة النصلة رقم 11 شرق النيل، وأما مدينة بيسا القديمة فمكانها الآن تل أثري يشغل كل مساحة حوض على المغربي رقم 8 بناحية أراضي الشيخ عبادة.
وفي رحلة فانسليب إلى مصر (1672 -1673) وفي زيارته لإنصنا يكتب عن مسجد الشيخ عبادة وكيف أنه يعتقد أن العرب مخطئون بشأنه وأن اسم الشيخ عباد’ تحريف لاسم أسقف مسيحي لإسنا اسمه أمونيوس العابد (Ammonius il Abed) ويعتقد أن رفاته كانت بداخل الكنيسة التي تحولت لمسجد.

## السكان
بحسب إحصاءات سنة 2006م، بلغ إجمالي السكان في الشيخ عبادة 7155 نسمة، منهم 3803 رجال و3352 امرأة.